# Dance Away
"Dance Away" is een nummer van de Britse band Roxy Music. Het nummer werd uitgebracht op hun album Manifesto uit 1979. Op 13 april van dat jaar werd het nummer uitgebracht als de tweede single van het album.

## Achtergrond
"Dance Away" is geschreven door zanger Bryan Ferry en geproduceerd door de gehele band. Ferry schreef het oorspronkelijk voor zijn solo-album In Your Mind uit 1977, maar het nummer belandde niet op deze plaat. In 1978 wilde hij het op zijn volgende album The Bride Stripped Bare zetten, maar opnieuw kwam hier niets van terecht. Uiteindelijk werd het opgenomen en uitgebracht op Manifesto van Roxy Music, het eerste studio-album van de band in vier jaar.
"Dance Away" groeide uit tot een van de grootste hits van Roxy Music. In het Verenigd Koninkrijk behaalde het de tweede plaats in de UK Singles Chart. Het nummer stond veertien weken in deze lijst, waarmee het de langst genoteerde single van de band is. Ook stond het hier op de negende plaats in de lijst met best verkochte singles uit 1979. Hiernaast werd de single in Ierland een nummer 1-hit en kwam het in de Amerikaanse Billboard Hot 100 tot plaats 44. In Nederland bereikte de single respectievelijk de zesde en de achtste plaats in de Top 40 en de Nationale Hitparade, terwijl in Vlaanderen de twaalfde plaats in de voorloper van de Ultratop 50 werd gehaald.

## Hitnoteringen

### Nederlandse Top 40
| Hitnotering: 09-06-1979 t/m 04-08-1979 | Hitnotering: 09-06-1979 t/m 04-08-1979 | Hitnotering: 09-06-1979 t/m 04-08-1979 | Hitnotering: 09-06-1979 t/m 04-08-1979 | Hitnotering: 09-06-1979 t/m 04-08-1979 | Hitnotering: 09-06-1979 t/m 04-08-1979 | Hitnotering: 09-06-1979 t/m 04-08-1979 | Hitnotering: 09-06-1979 t/m 04-08-1979 | Hitnotering: 09-06-1979 t/m 04-08-1979 | Hitnotering: 09-06-1979 t/m 04-08-1979 | Hitnotering: 09-06-1979 t/m 04-08-1979 |
| Week                                   | 1                                      | 2                                      | 3                                      | 4                                      | 5                                      | 6                                      | 7                                      | 8                                      | 9                                      |                                        |
| -------------------------------------- | -------------------------------------- | -------------------------------------- | -------------------------------------- | -------------------------------------- | -------------------------------------- | -------------------------------------- | -------------------------------------- | -------------------------------------- | -------------------------------------- | -------------------------------------- |
| Nummer                                 | 32                                     | 23                                     | 12                                     | 9                                      | 6                                      | 6                                      | 10                                     | 20                                     | 32                                     | uit                                    |

### Nationale Hitparade
| Hitnotering: 09-06-1979 t/m 11-08-1979 | Hitnotering: 09-06-1979 t/m 11-08-1979 | Hitnotering: 09-06-1979 t/m 11-08-1979 | Hitnotering: 09-06-1979 t/m 11-08-1979 | Hitnotering: 09-06-1979 t/m 11-08-1979 | Hitnotering: 09-06-1979 t/m 11-08-1979 | Hitnotering: 09-06-1979 t/m 11-08-1979 | Hitnotering: 09-06-1979 t/m 11-08-1979 | Hitnotering: 09-06-1979 t/m 11-08-1979 | Hitnotering: 09-06-1979 t/m 11-08-1979 | Hitnotering: 09-06-1979 t/m 11-08-1979 | Hitnotering: 09-06-1979 t/m 11-08-1979 |
| Week                                   | 1                                      | 2                                      | 3                                      | 4                                      | 5                                      | 6                                      | 7                                      | 8                                      | 9                                      | 10                                     |                                        |
| -------------------------------------- | -------------------------------------- | -------------------------------------- | -------------------------------------- | -------------------------------------- | -------------------------------------- | -------------------------------------- | -------------------------------------- | -------------------------------------- | -------------------------------------- | -------------------------------------- | -------------------------------------- |
| Nummer                                 | 41                                     | 25                                     | 13                                     | 10                                     | 8                                      | 12                                     | 13                                     | 22                                     | 27                                     | 41                                     | uit                                    |

### NPO Radio 2 Top 2000
| Nummer met noteringen in de NPO Radio 2 Top 2000 | '00  | '01  | '02  | '03  | '04  | '05-'11 | '12  |
| ------------------------------------------------ | ---- | ---- | ---- | ---- | ---- | ------- | ---- |
| Dance Away                                       | 1370 | 1638 | 1583 | 1959 | 1907 | -       | 1974 |

1. ↑  Een '-' betekent dat het nummer niet was genoteerd en een vetgedrukt getal geeft de hoogste notering aan.
2. ↑  2000 was het eerste jaar met een notering voor dit nummer.
3. ↑  Deze tabel is bijgewerkt tot en met de laatste editie (2024).